# New International Track & Field
New International Track & Field (New International ハイパースポーツDS New International Hyper Sports DS?, ") es un videojuego de deportes desarrollado por Sumo Digital y publicado por Konami para la consola Nintendo DS. Se trata de la décima y última entrega de la saga Track & Field hasta la fecha.
Con el lanzamiento al mercado de New International Track & Field a mediados de 2008, la saga de Track & Field celebra su 25º aniversario desde su primera aparición en 1983.
En el Año 2018, Durante el E3 2018, Konami Anuncia el nuevo juego Hyper Sports R para Nintendo Switch.

## Juego
New International Track & Field es un juego de deportes donde atletas de todo el mundo compiten entre sí en las pruebas de atletismo más famosas (100 metros lisos, 110 metros vallas, salto de longitud, triple salto, lanzamiento de martillo y lanzamiento de jabalina entre un total de 24 pruebas).
El juego incluye numerosas opciones para jugar en línea, algo inédito hasta ahora en la serie. Además de competir contra otros jugadores mediante la Conexión Wi-Fi de Nintendo, New International Track & Field también cuenta con un sistema que mantiene permanentemente actualizados los récords mundiales y avisa cuando alguien logra batirlos. A través de esta función el jugador también obtiene actualizaciones de torneos e información en tiempo real sobre el estado de los amigos que están conectados, así como las burlas o mensajes que estos le hayan enviado.
Con motivo del 25º aniversario, New International Track & Field reúne a un nutrido elenco de personajes de Konami, tales como Frogger, Cabeza Piramidal de Silent Hill, Simon Belmont de Castlevania o Solid Snake de Metal Gear Solid entre otros muchos. Para poder disfrutar de ellos se deberán cumplir una serie de objetivos para desbloquearlos, e incluso algunos de estos personajes también pueden competir en su propio desafío.
En cada una de las pruebas es posible usar el micrófono de la Nintendo DS para insuflar ánimos al atleta con palabras de apoyo.